# Sítio Paleontológico Pinheiro de Pedra
Sítio Paleontológico Pinheiro de Pedra é um sítio paleontológico localizado na comunidade de Campo de Ponte Nova, município de Prudentópolis, no Paraná.
Neste sítio são encontrados troncos fósseis de árvores coníferas que viveram entre 260 e 270 milhões de anos, durante o Período Geológico Permiano, e ficaram preservados em sedimentos da Formação Geológica Teresina, pertencente à Bacia Geológica do Paraná. De acordo com os especialistas que estudaram o referido sítio, o mesmo é uma das mais importantes ocorrências brasileiras de troncos fossilizados.
No local existe um painel explicativo do sítio, confeccionado por geólogos e geógrafos da Universidade Estadual de Ponta Grossa, do Instituto de Terras, Cartografia e Geologia do Paraná e da Universidade Estadual de Campinas.
De acordo com uma lenda local, moradores contam que um homem cortou pinheiros em um dia santo e que após voltar ao local, após o almoço, encontrou os pinheiros que haviam sido cortados em formato de pedra. O local tem sido preservado devido ao valor cultural e científico e, mais recentemente, virou uma atração turística em Prudentópolis.